# جولین فلوز
جولین فلّوز (انگلیسی: Julian Fellowes؛ زادهٔ ۱۷ اوت ۱۹۴۹) هنرپیشه، فیلم‌نامه‌نویس، کارگردان، سیاست‌مدار و تهیه‌کننده اهل بریتانیا است.
از فیلم‌ها و مجموعه‌های تلویزیونی که وی در آن نقش داشته‌است، می‌توان به دانتون ابی، سرزمین سایه‌ها، شارپ، اسکارلت پیمپرنل، نیکلاس کوچک و آسیب اشاره کرد.
وی همچنین برنده جوایزی همچون جایزه اسکار بهترین فیلم‌نامه غیراقتباسی شده‌است.